# Il Polo Glacier
Il Polo Glacier är en glaciär i Antarktis. Den ligger i Östantarktis. Australien gör anspråk på området. Il Polo Glacier ligger 13 meter över havet.
Terrängen runt Il Polo Glacier är platt norrut, men söderut är den kuperad. Trakten är obefolkad. Det finns inga samhällen i närheten.